# Filiasio Roverella
Filiasio Roverella (... – Sorrivoli, 24 febbraio 1527) è stato un arcivescovo cattolico italiano.

## Biografia
Talvolta riportato col nome Sismondo, apparteneva alla famiglia dei Roverella di Cesena. Era nipote dell'arcivescovo Bartolomeo Roverella.
Il 9 gennaio 1475 papa Sisto IV lo nominò arcivescovo metropolita di Ravenna, succedendo così allo zio.
Durante il suo episcopato istituì il Monte di Pietà di Ravenna e fece ricostruire il Ponte Vecchio.
Stette spesso nel castello di Sorrivoli, già da qualche decennio sotto il controllo della sua famiglia, ma fu costretto a riparare a Ravenna quando nel 1500 Cesare Borgia ne prese il controllo.
Nel corso del 1516 rinunciò al governo pastorale dell'arcidiocesi.
Morì il 24 febbraio 1527 nel castello di Sorrivoli.

## Successione apostolica
La successione apostolica è:
- Vescovo Niccolò Maria d'Este (1487)